# Charles Lloyd
Pour les articles homonymes, voir Charles Lloyd (homonymie) et Lloyd.
Charles Lloyd, né le 15 mars 1938 à Memphis dans le Tennessee aux États-Unis, est un musicien et compositeur américain de jazz jouant du saxophone ténor et de la flûte, et parfois du saxophone alto ou autres instruments à anche.

## Biographie
Charles Lloyd commence le saxophone à neuf ans puis prend des leçons de piano avec Phineas Newborn. Il était ami avec le trompettiste Booker Little. Lloyd travaille ensuite avec des groupes de blues comme celui de  B. B. King, Howlin' Wolf, Bobby « Blue » Bland entre autres. 
Charles Lloyd déménage à Los Angeles en 1956 pour préparer un Bachelor of Music (en) à l'Université de Californie du Sud. Au cours de cette période, il joue dans le big-band du compositeur et trompettiste Gerald Wilson. De 1960 à 1963 il joue dans l'orchestre du batteur Chico Hamilton et devient son directeur musical, et son influence en tant que compositeur conduit le groupe à rejoindre le mouvement West Coast. Le principal partenaire de Charles Lloyd au sein du groupe est le guitariste Gábor Szabó.
En 1964, Charles Lloyd quitte le groupe de Hamilton pour jouer aux côtés du saxophoniste Cannonball Adderley. Il va enregistrer deux albums en tant que leader chez Columbia Records, accompagné des jeunes musiciens Herbie Hancock, Ron Carter et Tony Williams.
De 1966 à 1968, Charles Lloyd dirige un quartet avec le pianiste Keith Jarrett, le bassiste Cecil McBee (plus tard remplacé par Ron McClure), et le batteur Jack DeJohnette, et il signe un contrat avec le producteur George Avakian pour le label Atlantic Records. Leur musique est une fusion intéressante entre post-bop, free jazz et soul jazz, qui obtient une reconnaissance rapide auprès des amateurs de jazz et des critiques, et même chez les amateurs de rock en devenant le premier groupe de jazz invité à jouer au Fillmore à San Francisco.
L'album Forest Flower, enregistré en public au Monterey Jazz Festival en 1966 obtient un large succès, de même que Dream Weaver et Love-In en 1966 et 1967 chez Atlantic Records.

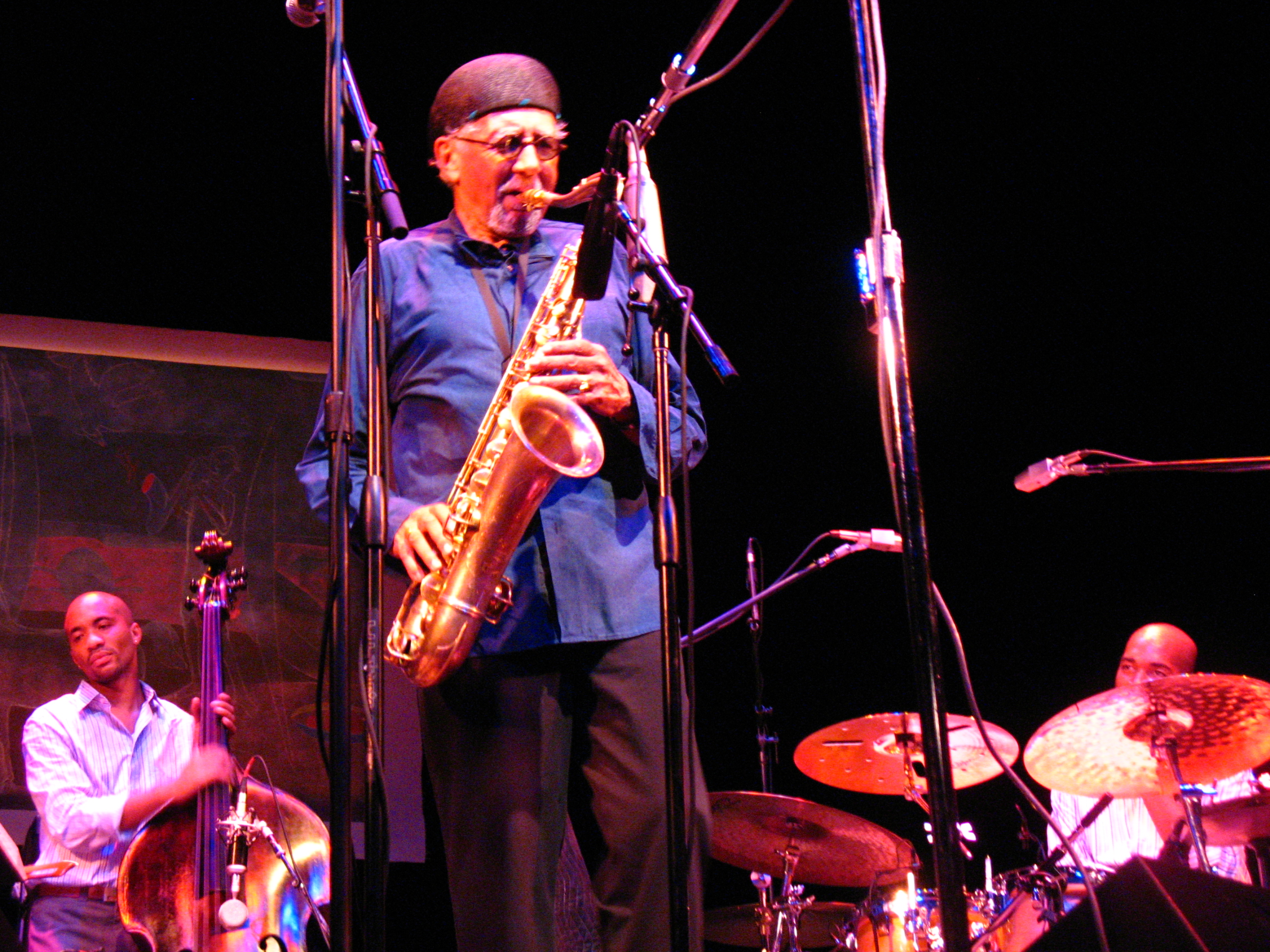
Charles Lloyd avec Reuben Rogers et Eric Harland, Santa Barbara, 2006

En 1968 après la séparation du quartet, Charles Lloyd entre dans une période de retraite partielle. Malgré quelques enregistrements dans les années 1970 et des apparitions en tant que sideman, il disparaît presque totalement de la scène jazz et tombe dans l'oubli. Il joue souvent pour les Beach Boys en studio et en concert pendant les années 1970. Il est membre du groupe Celebration, formé par d'anciens membres des Beach Boys à la fin des années 1970, et devient par ailleurs un disciple du mouvement spirituel de méditation transcendantale avec Mike Love et Al Jardine. Celebration enregistrera deux albums.
Le pianiste français Michel Petrucciani le sort de sa réserve au début des années 1980, et lui redonne le goût de la scène. Ils enregistrent ensemble en 1983 l'album A Night in Copenhagen chez Blue Note Records.
À partir de 1989, Charles Lloyd part en tournée et signe une longue collaboration avec le label ECM. Son style de jeu n'a pas changé depuis les années 1960, mais ses nouveaux albums démontrent sa sensibilité en tant que ballad player, notamment avec l'album The Water is Wide en 2000, avec Brad Mehldau, John Abercrombie, Larry Grenadier, et Billy Higgins.

## Discographie

### Comme leader
- 1964 - Discovery!, Columbia Records
- 1965 - Of Course, Of Course, Columbia
- 1966 - Forest Flower, Atlantic Records
- 1968 - Nirvana, Columbia
- 1966 - Dream Weaver, Atlantic
- 1966 - The Flowering, Atlantic
- 1966 - Charles Lloyd in Europe, Atlantic
- 1967 - Love-In, Atlantic
- 1967 - Journey Within, Atlantic
- 1967 - Charles Lloyd in the Soviet Union, Atlantic
- 1968 - Soundtrack, Atlantic
- 1970 - Moon Man, Kapp Records
- 1971 - Warm Waters, kapp Records
- 1972 - Waves, A&M Records
- 1973 - Geeta, A&M
- 1973 - Morning Sunrise, ADC Records
- 1978 - Weavings, World Pacific
- 1978 - Koto, ADC
- 1979 - Pathless Path, Unity (ré-édition de Koto)
- 1979 - Big Sur Tapestry, World Pacific
- 1979 - Autumn in New York, Volume One, Destiny records
- 1982 - Montreux 82', Elektra Records
- 1983 - A Night in Copenhagen, Blue Note Records
- 1989 - Fish Out of Water, ECM
- 1992 - Notes from Big Sur, ECM
- 1993 - Acoustic Masters I, Atlantic
- 1993 - The Call, ECM
- 1994 - All My Relations, ECM
- 1996 - Canto, ECM
- 1999 - Voice in the Night, ECM
- 2000 - The Water Is Wide, ECM
- 2001 - Hyperion with Higgins, ECM
- 2002 - Lift Every Voice, ECM
- 2004 - Which Way is East, ECM
- 2005 - Jumping the Creek, ECM
- 2006 - Sangam, ECM
- 2008 - Rabo de Nube, ECM
- 2010 - Mirror, ECM
- 2011 - Athens Concert, ECM (avec María Farantoúri)
- 2020 - 8: Kindred Spirits, Blue Note

### Comme accompagnateur
- 1960 - Bye Bye Birdie - Irma La Douce, Columbia
- 1960 - The Chico Hamilton Special, Columbia
- 1961 - Les McCann Sings, Pacific Jazz
- 1962 - Drumfusion, Columbia
- 1962 - Transfusion, Studio West
- 1962 - Passin' Thru (Chico Hamilton), Impulse!
- 1963 - A Different Journey, Reprise Records
- 1963 - Man from Two Worlds, Impulse
- 1964 - Cannonball Adderley Live!, Capitol
- 1964 - Cannonball Adderley's Fiddler on the Roof, Capitol
- 1965 - Chic Chic Chico, Impulse
- 1971 - Surf's Up, Caribou Records
- 1971 - Historical Figures and Ancient Heads, United Artists
- 1972 - Holland, Brother Records
- 1972 - Full Circle (The Doors), Elektra
- 1972 - The Snake (Harvey Mandel), Janus
- 1973 - Gabor Szabo Live, Blue Thumb Records
- 1973 - Roger McGuinn, Columbia
- 1976 - 15 Big Ones, Brother
- 1976 - Breakaway (William Truckaway), Reprise
- 1978 - M.I.U. Album, Brother
- 1978 - Almost Summer: Music from the Original Motion Picture (Celebration), MCA Records
- 1979 - Celebration, Pacific Arts
- 1979 - Disco Celebration, ADC
- 1991 - Radio Nights (Beach Boys)
- 1995 - Old Places, Old Faces, Warner Bros
- 1998 - Afterglow: Music from the Motion Picture (Mark Isham), ColumbiaFilmographie

## Filmographie
- Le Moine et la Sirène - Le chant de Charles Lloyd, film documentaire de Fara C et Giuseppe De Vecchi, 2008

## Distinctions
Charles Lloyd a été nommé au grade de l'ordre de Chevalier des Arts et des Lettres. La remise de la décoration s'est faite le 9 novembre à la Maison de la Culture de Nevers, dans le cadre du D'Jazz Nevers festival.